# زيغ كروي

الزيغ الكروي. العدسة المثالية (أعلى) تركز جميع أشعة الواردة إليها في نقطة على المحور البصري. أما العدسة الحقيقية التي لها أسطح كروية (أسفل) بها زيغ كروي، لذا فهي تركز الأشعة بشكل أفضل إذا دخلتها بعيدا عن المحور البصري. ولذلك تُكوّن بؤرة ضوء.

الزيغ الكروي هو تأثير بصري يلاحظ في الأجهزة البصرية والعدسات والمرايا وغيرها التي تحدث بسبب زيادة انكسار أشعة الضوء الساقطة على عدسة أو التي تنتج من انعكاس أشعة الضوء عندما تسقط على مرآة بالقرب من حافتها، مقارنة بالأشعة التي تسقط قرب المركز.
تعرف العلماء على تلك الخاصية لسطح الكرة خلال القرن السابع عشر الميلادي عندما كانوا يحاولون صنع مقراب بمرآة مقعرة كروية. وبعد الفحص والتدقيق توصلوا إلى أن سطح قطع مكافيء يأتي بالغرض ، فهو يجمع الأشعة المتوازية الساقطة داخلة في بؤرة واحدة.  ساعدتهم في ذلك الرياضيات ومعادلة القطع المكافيء.  

الصورة توضح أن أشعة متوازية ساقطة على مرآة كرية (أحمر) لا تتجمع في نقطة. لكي تتجمع الأشعة الساقطة على سطح كري في نقطة فلا بد وأن تكون مسارات الأشعة كما هو مبين (أخضر) وهذا ليس عملي.

تظهر الإزاغة الكروية أيضا في حالة العدسات الكروية، التي يكون سطحها في شكل كروي. 
يشتد هذا الانحراف في البؤرة كلما سقط الشعاع الضوئي قريبا من  حافة المرآة أو حافة العدسة. وتتجمع الأشعة في نقطة على المحور الرئيسي للعدسة أو للسطح الكروي  على بـًعد 
{\displaystyle s} من «رأس» المنحنى الكروي، وتصفها المعادلة:
{\displaystyle s=s_{0}+\sum _{k=1}^{\infty }w_{2k}a^{2k}}
حيث:
{\displaystyle a} المسافة من المحور،
{\displaystyle w_{k}} مقدار الإزاغة  من الدرجة k.
{\displaystyle s_{0}} مسافة تجمع الأشعة في بؤرة بعيدة.
ينشأ عن تكون عدة بؤر عدم وضوح للصورة، وتعمل الأجزاء البعيدة عن المحور على تشديد عدم التباين.
يمكن تعديل السطح الكروي وتشكيله في شكل قطع مكافيء بواسطة الجلخ والتلميع. وتلك هي الطريقة التي تتبعها مصانع المرايا التي تنتج المرايا المستخدمة في الرصد الفلكي.
ويمكن معالجة الإزاغة الكروية بمراعاة أن تكون الأشعة الضوئية التي تسقط على العدسة قريبة من المحور الرئيس وتستخدم العديد من العدسات في الأدوات العالية الدقة حيث تستخدم غالباً خمس عدسات أو أكثر لتكوين صور واضحة ودقيقة.

## اقرأ أيضًا
- مسدد